# Fernanda Farias de Albuquerque
Fernanda Farias de Albuquerque (Alagoa Grande-PB, 22 de maio de 1963 - 2000), também conhecida como Princesa, foi uma transexual brasileira. Sua história foi contada em livro, com a ajuda do autor italiano Maurizio Janelli, que ela conheceu na prisão na Itália.

## Biografia
Fernanda Farias de Albuquerque nasceu na cidade de Alagoa Grande, no interior da Paraíba, em uma família com dificuldades econômicas e sem a presença do pai. Aos sete anos, foi vítima de abusos sexuais e posteriormente fugiu de casa. Após trabalhar por um breve período como ajudante de cozinha, ela começou a se prostituir aos 18 anos nas ruas de grandes cidades brasileiras, como São Paulo e Rio de Janeiro, adotando o nome de guerra de "Princesa".
Como muitas outras travestis fizeram na mesma década, em 1988, Fernanda mudou-se para a Europa em busca do sonho do glamour. Após uma breve estada em Portugal e na Espanha, mudou-se para a Itália. Manteve a profissão de prostituta, agora nas ruas de Milão e de Roma, e se tornou dependente de heroína. Em 1990, foi presa por esfaquear um homem, cuja sentença foi de 6 anos. Na prisão em Rebibbia, descobriu ser portadora do vírus da Aids e conheceu Giovanni Tamponi, um pastor sardo condenado à prisão perpétua. Ambos trocam informações, escritas em uma mistura de português, sardo e italiano.
Sob sugestão de Tamponi, começou a escrever sua história para Maurizio Jannelli, militante das Brigadas Vermelhas (organização paramilitar de guerrilha comunista italiana, criada na década de 1960) sentenciado a duas prisões perpétuas por participar de várias ações terroristas. Janelli era encarregado de alguns projetos literários entre os encarcerados. Com sua ajuda, Fernanda escreveu o romance autobiográfico Princesa.
Em 1994, o livro foi publicado em português e em italiano, e traduzido para espanhol, alemão e grego. 
No livro Fernanda conta da violência que a cidade impunha aos travestis que ganhavam a vida na calçada. Violência policial, violência do “cidadão de bem”. Sobre as colegas de rua assassinadas pelo ódio irracional do preconceito. Sobre o vício em álcool e drogas para suportar o frio e a solidão de São Paulo.
A obra inspirou a canção homônima de Fabrizio De André, presente no álbum Anime Salve. Por pouco tempo, Fernanda foi contratada como secretária na editora que publicou seu livro, mas deixou o trabalho para retornar à vida anterior. Em 1997, é protagonista do documentário Le Strade di Princesa (Os caminhos de Princesa), retrato de uma trans muito especial, de Stefano Consiglio (cujo trailler está disponível no Youtube). O filme é selecionado para a Mostra Internacional de Arte Cinematográfica de Veneza e sucessivamente é transmitido pela Rai 2 e Telepiù.
Na real tudo que ela sonhava era juntar grana com a prostituição e fazer uma operação de mudança de sexo. Encontrar um bom marido italiano que cuidasse dela e tornar-se uma boa dona de casa. Assim conta o cineasta Henrique Goldman.
Depois de ser expulsa e repatriada ao Brasil, em 2000, ela se suicidou.
Em 2001, chegou aos cinemas italianos e brasileiros o filme Princesa, uma produção internacional dirigida por Henrique Goldman e baseada no livro autobiográfico, com Ingrid de Souza, Cesare Bocci, Lulu Pecorari e Mauro Pirovano.

## Prêmios e reconhecimentos
Em 1997, o documentário Le Strade di Princesa, de Stefano Consiglio, em que ela é protagonista, é selecionado para a Mostra Internacional de Arte Cinematográfica de Veneza.
Em 2001, o filme Princesa, ganhou o prêmio de melhor filme estrangeiro no festival OutFest de Los Angeles.
Em 2009, em Gênova, em sua homenagem, foi criada a organização Princesa, pelos direitos dos transexuais.
Na mesma cidade, em 16 de julho de 2010, Don Andrea Gallo sugeriu que uma praça fosse batizada com o nome da brasileira, mas a proposta não se concretiza.[carece de fontes?]

## Filmografia
- Stefano Consiglio, Le Strade di Princesa – ritratto di una trans molto speciale, Lantia Cinema & Audiovisivi e Rai Due, 1997;
- Henrique Goldman, Princesa, Bac Films, 2001.